# The Fox (пісня)
«The Fox» (більш відома як «What Does the Fox Say?») — пісня норвезького поп-гурту Ylvis, видана як сингл 3 вересня 2013 року. До пісні був представлений відеокліп. Відео було відзняте для можливого побиття рекордної кількості переглядів відео до пісні Gangnam Style. Наразі відеокліп до пісні має 505 149 103 (10 квітня 2015) переглядів.

## Відеокліп
На відео показано людину, що танцює в костюмі лисиці і показує можливі звуки, які може вимовити лисиця «з незворушною серйозністю», пропонуючи можливості, такі як «ding-ding-ding-dingeringeding!» і «fraka-kaka-kaka-kow!».